# Koronadal
Koronadal is de hoofdstad van de Filipijnse provincie South Cotabato op het eiland Mindanao. De stad is tevens het regionale centrum van de regio SOCCSKSARGEN (regio XII). Bij de laatste census in 2007 had de stad bijna 150 duizend inwoners.

## Geografie

### Bestuurlijke indeling
Koronadal is onderverdeeld in de volgende 27 barangays:
| - Assumption - Avanceña - Cacub - Caloocan - Carpenter Hill - Concepcion - Esperanza - General Paulino Santos - Mabini - Magsaysay - Mambucal - Morales - Namnama - New Pangasinan | - Paraiso - Rotonda - San Isidro - San Jose - San Roque - Santa Cruz - Santo Niño - Sarabia - Zone I - Zone II - Zone III - Zone IV - Zulueta |

## Demografie
Koronadal had bij de census van 2007 een inwoneraantal van 149.622 mensen. Dit zijn 15.836 mensen (11,8%) meer dan bij de vorige census van 2000. De gemiddelde jaarlijkse groei komt daarmee uit op 1,56%, hetgeen lager is dan het landelijk jaarlijks gemiddelde over deze periode (2,04%). Vergeleken met de census van 1995 is het aantal mensen met 31.391 (26,6%) toegenomen.
De bevolkingsdichtheid van Koronadal was ten tijde van de laatste census, met 149.622 inwoners op 277 km², 540,2 mensen per km².

## Bekende personen
- Christian Perez (1982), darter

Banga · General Santos · Koronadal · Lake Sebu · Norala · Polomolok · Santo Niño · Surallah · Tampakan · Tantangan · T'Boli · Tupi